# Крушение поезда у Адендро (2017)
Крушение поезда IC 58 у города Адендро произошло 13 мая 2017 года в 21:45 по местному времени, в 200 метрах от железнодорожной станции Адендро, расположенной в муниципалитете Халкидона периферийной единицы Салоники. 
Катастрофа произошла в результате схода с рельсов пассажирского поезда IC 58, следующего по маршруту Афины – Салоники. По меньшей мере 3 человека погибли, более 10 пассажиров были ранены. Один из вагонов пассажирского состава врезался в стоящий неподалеку жилой дом.
Оператор TrainOSE начал расследование аварии. Министерство транспорта Греции также открыло расследование. По предварительным данным оборудование поезда зафиксировало превышение скорости, что привело к сходу с рельсов. Скорость поезда составляла 144.3 км/ч на участке с разрешенной скоростью 60 км/ч. Три участника комиссий заявили, что не нашли каких-либо свидетельств саботажа или нарушения процедур со стороны диспетчеров.